# Titres érythréens
Les titres érythréens désignent l'ensemble des appellations honorifiques, lignagères ou traditionnelles employées en Érythrée dans les principales communautés ethnolinguistiques du pays. Ils renvoient à des fonctions politiques, militaires, religieuses ou sociales héritées de l'histoire régionale, de la féodalité abyssine aux chefferies tribales, et structurent encore aujourd'hui le tissu social, en particulier dans les zones rurales. Ces titres varient selon les peuples et témoignent de l'ancrage pluriel de l'Érythrée, à la croisée de l'Afrique orientale et de la péninsule Arabique.

## Contexte historique et social
L'Érythrée a longtemps été un espace de contact entre royaumes abyssins, sultanats musulmans, confédérations tribales et zones pastorales. Les systèmes de titres se sont développés à la fois comme instruments de gouvernement (chefs administratifs, militaires) et comme marqueurs de prestige social (chefs de lignages, noblesse locale, détenteurs d'une autorité religieuse).
La colonisation italienne (1890-1941) puis l'administration britannique (1941-1952) ont tenté de codifier ou réduire l'importance de ces titres, souvent intégrés dans l'administration indirecte. Sous l'Empire éthiopien (1952-1991), certains titres furent abolis officiellement mais demeurèrent en usage coutumier. Aujourd'hui, s'ils ne sont pas reconnus par l'État érythréen, ils conservent un poids culturel dans les communautés.

## Titres dans les communautés ethnolinguistiques

### Titres chez les Tigrinya

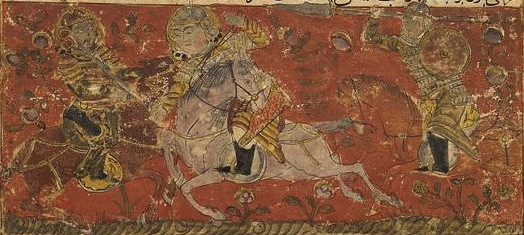
Fresque représentant le fitawrari Abraha combattant Aryat.

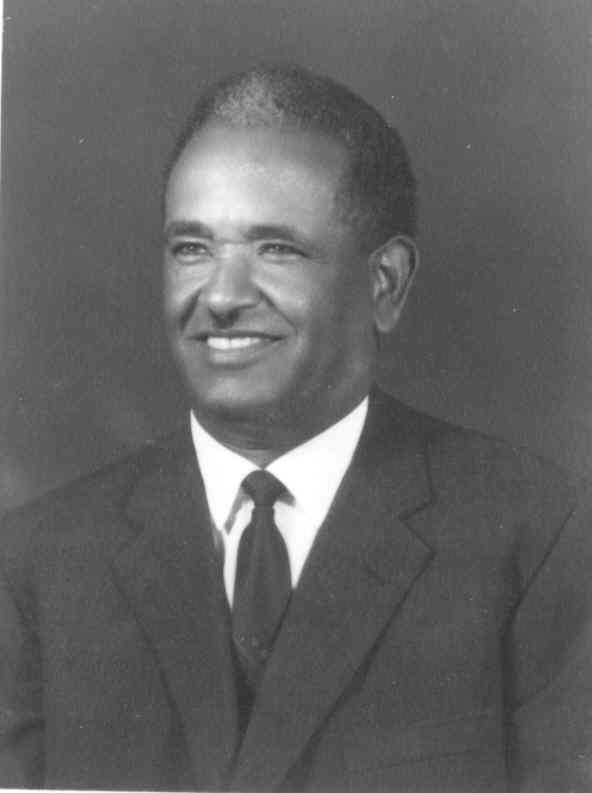
Dejazmach Haregot Abbai.

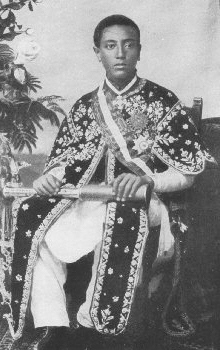
Lidj Iyassou, empereur d'Éthiopie de 1913 à 1916.

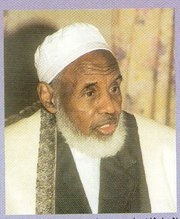
Le Sultan afar Ali Mirah Hanfare.

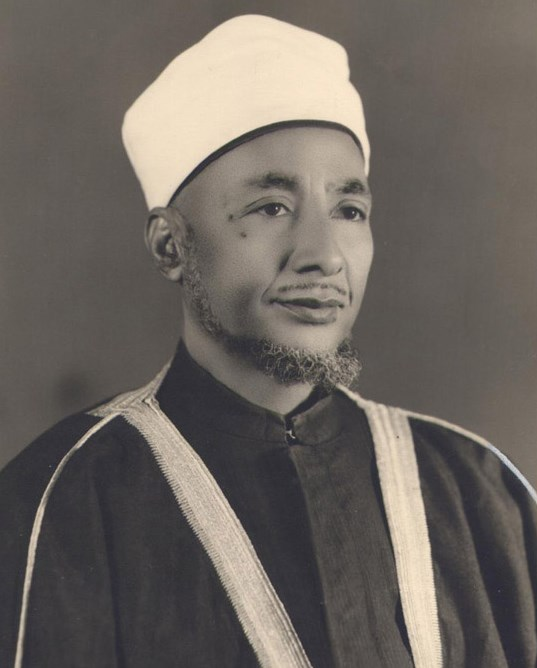
Le Sheikh Ibrahim Mukhtar Ahmad Umar est le premier Grand Mufti d'Érythrée.

Les Tigrinya, majoritaires en Érythrée, ont hérité de la tradition féodale abyssine. Les titres reflètent l'organisation sociale et militaire de l'époque médiévale et moderne :
- Bahr negash ou bahr negus (« roi de la mer ») : gouverneur des provinces maritimes, notamment la région de Medri Bahri.
- Shum : chef local ou gouverneur d'un district, terme très répandu dans l'administration éthiopienne traditionnelle.
- Fitawrari (« commandant de l'avant-garde »), Dejazmach (« commandant de la porte ») et Ras (« tête de chef ») : titres militaires et nobiliaires intégrés dans la hiérarchie impériale abyssine.
- Abba : titre honorifique donné aux prêtres de l'Église orthodoxe érythréenne, reflétant l'importance du clergé dans la société tigrinya.
- Wakil : adjoint ou assistant d'un juge dans le domaine de la justice ou d'un chef dans le domaine de l'administration.
- Negassi : titre référant à la noblesse ou à la royauté.
- Grazmach : titre militaire accordé au commandant de l'aile gauche dans l'armée traditionnelle éthiopienne.
- Lidj : titre donné à la naissance aux enfants mâles mesafint.

Ces titres étaient liés à une organisation féodale où les propriétaires fonciers et chefs militaires exerçaient une autorité sur des communauté paysannes.

### Titres chez les Tigrés
Les Tigrés (musulmans de l'ouest et du nord de l'Érythrée) possèdent des titres ancrés dans la tradition tribale et islamique :
- Naib : gouverneur ou chef désigné par les autorités ottomanes puis égyptiennes, notamment dans la région de Massaoua.
- Sheikh (shaykh): chef religieux ou tribal, souvent lié aux lignages maraboutiques.
- Omda : chef administratif local, reconnu par les autorités coloniales comme interlocuteur officiel des communautés.

### Titre chez les Afar
Les Afar, présents dans le sud de l'Érythrée, partagent une culture politique commune avec les Afar de Djibouti et d'Éthiopie. Leur système de titres est structuré autour de la confédération tribale :
- Sultan : chef suprême d'une confédération ou d'un territoire, autorité héréditaire et religieuse.
- Dardar : chef de clan, doté d'une fonction de coordination militaire et pastorale[5].
- Makaban : chef religieux ou conseiller spirituel[B 5].
- Ugaas : titre de prestige désignant un souverain traditionnel ou arbitre suprême dans certaines branches afars.
- Amoyta : titre de sultan.

Chez les Afar, ces titres demeurent étroitement liés aux structures de pouvoir pastoral et aux alliances matrimoniales, avec un rôle majeur dans la régulation des ressources (pâturages, points d'eau).

### Titres chez les Saho
Les Saho, peuples musulmans sunnites du sud-est de l'Érythrée, organisent leurs structures sociales autour de lignages et de clans. Leurs titres traditionnels sont :
- Diglal : chef de clan ou de tribu, investi d'une autorité politique et judiciaire.
- Madah : chef de village, garant de la cohésion sociale au niveau local.
- Sheikh : autorité religieuse ou spirituelle, souvent héréditaire dans certaines familles.
- Akil : responsable coutumier chargé de représenter un lignage ou une communauté auprès des autres groupes.

## Personnalités érythréennes portant un titre

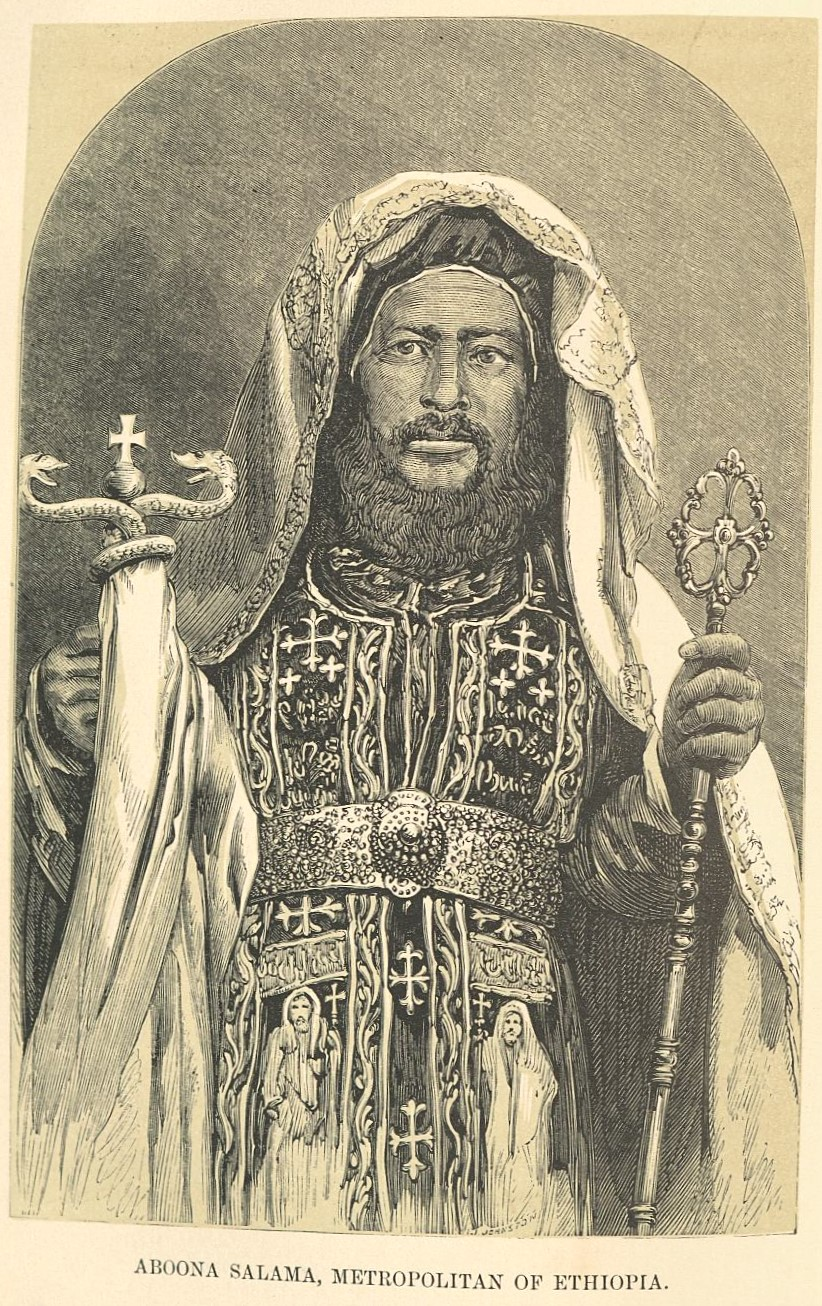
Représentation de l'abba Salama III.

- Bahr negash Yeshaq
- Shum Agame Wolde Mikael Solomon
- Fitawrari Abraha
- Abba Salama III
- Wakil Idris Mohammed Adem
- Grazmach Woldeab Woldemariam
- Lidj Iyassou
- Sheikh Ibrahim Sultan Ali
- Dejazmach Haregot Abbai
- Sultan Ali Mirah Hanfare
- Dardar Khadir Ali
- Sheikh Ibrahim Mukhtar Ahmad Umar